# Ablon Group
Ablon Group este o companie imobiliară din Ungaria, fondată în anul 1993 la Budapesta și înregistrată în Insulele Guernsey.
Compania este listată pe piața AIM, administrată de bursa de valori din Londra și este controlată în proporție de 30,57% de omul de afaceri maghiar Uri Heller, fondatorul companiei, în timp ce 30,57% din acțiuni sunt deținute, din 1997, de Volksbank Group.
Compania este prezentă și în România din anul 2006 și dezvoltă proiectul Sunset Residences din cartierul Drumul Taberei, București.